# 劉大中
劉大中（1914年10月27日—1975年8月14日），原籍江苏武进，生于北京，中华民国及美国经济学家。

## 生平
劉大中早年考入交通大学唐山工程学院（即唐山交通大学，今西南交通大学）土木工程系。在校期间广泛涉猎，尤善音乐。1936年毕业，获工学学士学位。此後，赴美国留学，1940年获美国康奈尔大学经济学博士学位。归国後，到清华大学任教。1941年，刘大中在《美国经济评论》上发表论文《论中国的外汇问题》，成为在该学报上发表论文的首位中国人。1946年，劉大中第一个做出中国的National Accounts。1948年，劉大中再度赴美国，任职於国际货币基金组织（IMF）。
1948年10月下旬，胡适曾向翁文灏、蒋介石推荐吴景超、蒋硕杰、劉大中。三人中，劉大中和蒋硕杰後来都来到台湾，在台湾的土地改革及税制改革中发挥了很大作用。1950年代，国立台湾大学聘请劉大中为教授。劉大中还多次应邀到台湾，帮助行政院制订经济政策。他在台湾培养出了许多学生，指导台湾的统计年鉴编制，参与设计台湾税制改革。1954年，劉大中与蒋硕杰共同建议行政院实行外汇贸易改革，推动单一汇率。1958年起，劉大中在康奈尔大学担任教授，直到逝世。
1959年，劉大中膺选中央研究院院士。1965年，劉大中和葉孔嘉合著《中国大陆的经济：1933－1959》，由普林斯顿出版社出版，成为研究中国现代经济史的重要著作。米尔顿·弗里德曼等经济学家均曾引该书作为参考，讨论中国经济问题。1968年，劉大中任行政院赋税改革委员会主任委员，创立财税资料处理及考核中心，并且建议修订《所得税法》及《奖励投资条例》。1970年，获颁二等景星勳章。中华民国退出联合国後，劉大中建议中华民国政府仿照联合国统计年报的方式编印英文版《中华民国统计提要》。
劉大中在美国专门研究计量经济学，构建多种计量经济模型。其指导的学生罗伯特·恩格尔2003年获得诺贝尔经济学奖。劉大中是唯一被《新帕尔格雷夫经济学词典》收录传记的华裔学者。1999年，余英时在一篇文章中称：“台湾经济之有今日，当时（二十年前）都说‘六院士 ’，即刘大中、蒋硕杰、邢慕寰、邹至庄、顾应昌、费景汉等六人建言有功。”
1975年，劉大中因患肠癌，携妻戢亞昭返回康奈爾大學。1975年8月14日，劉大中在康奈爾大學與戢亞昭服食安眠藥自杀身亡。此後，西蒙·史密斯·库兹涅茨（1971年诺贝尔经济学奖得主）曾撰写文章纪念劉大中。劉大中的学术著作由中央研究院经济研究所编为《刘大中院士经济论文集》一书。
1978年，劉大中子女將劉大中畢生收藏的經濟相關文獻數千冊全數捐贈台灣經濟研究基金會台灣經濟研究所（台灣經濟研究院前身），台灣經濟研究所圖書館正式命名為「劉大中博士紀念圖書館」（Dr. Ta-Chung Liu Memorial Library）。

## 延伸阅读
- Ta-Chung Liu, 1914-1975 （页面存档备份，存于）
- 台灣經濟研究院劉大中博士紀念圖書館 （页面存档备份，存于）